# Hrabstwo Rockbridge

Piramida wieku hrabstwa

Hrabstwo Rockbridge – hrabstwo w USA, w stanie Wirginia, według spisu z 2000 roku liczba ludności wynosiła 20 808. Siedzibą hrabstwa jest Lexington.

## Geografia
Według spisu hrabstwo zajmuje powierzchnię 1557 km², z czego 1554 km² stanowią lądy, a 3 km² – wody.

### Miasta
- Glasgow
- Goshen

### CDP
- East Lexington